# ペッパーランチ
ペッパーランチ （英: Pepper Lunch）は、株式会社ホットパレット （英: Hot Palette Co., Ltd.）が展開するステーキ専門の飲食店チェーン。「ワイルドジューシーステーキ」をはじめとしたステーキや、白米と薄切りにした牛肉を混ぜながら鉄皿の上で焼く「ビーフペッパーライス」を主に提供している。

## 概要
1994年に神奈川県の大船で1号店をオープン。当初の運営会社はペッパーフードサービス。直営とフランチャイズ両方でチェーン展開しており、日本国内の40都道府県に出店している。また、韓国、シンガポール、インドネシア、オーストラリア、タイ、フィリピン、香港、マカオ、マレーシア、ベトナム、台湾、中国などアジア各国にも出店している。
2012年9月にUENO3153店でペッパーランチをゆっくりと楽しむというコンセプトで生まれたペッパーランチダイナーという新業態をオープン。2013年3月にヨドバシAKIBA店をペッパーランチダイナーに改装し、2013年7月にはハウステンボスにも出店した。
2020年6月1日付で、ペッパーフードサービスから新設分割で設立されたJPへ運営が移管された。同年8月31日付で、ペッパーフードサービスの傘下から離脱すると同時にホットパレット（初代）に社名変更した。
ホットパレット（初代）は2022年1月1日で、親会社であるPLHDへ吸収合併され解散。PLHDは同日付でホットパレット（2代）に社名変更した。

## 沿革
- 1994年（平成6年）
  - 7月 - 「ペッパーランチ」FC1号店、大船店を開店（通算1号店）。
  - 9月 - 「ペッパーランチ」直営1号店、浅草店を開店（通算2号店）。
- 2003年（平成15年）
  - 3月 - 「ペッパーランチ」フードコート1号店を川越市に出店。
  - 11月 - ソウルに韓国1号店を開店。
- 2005年（平成17年）
  - 5月 - 台湾の台北に出店。
  - 6月 - 農林水産大臣賞「新規業態開発部門」賞を受賞。
  - 7月 - シンガポールに1号店出店。
- 2012年（平成24年）
  - 6月 - 台湾の3店舗、K-MALL店、Global Mall店、Xindian Carrefour店の閉鎖を以て同地域から一時撤退。
  - 9月 - 上野にペッパーランチダイナーUENO3153店オープン。
- 2013年（平成25年）
  - マレーシアのエリアフランチャイザーが台湾での営業権を獲得。
  - 7月 - ペッパーランチダイナーをハウステンボスに出店。
- 2014年（平成26年）4月 - 中国蘇州第一号店蘇州泉屋店がオープン。
- 2020年（令和2年）
  - 6月1日 - ペッパーランチ事業を株式会社JPへ新設分割。
  - 8月31日 - ペッパーフードサービスからJPの全株式をJ-STARが出資した投資会社であるPLHDが取得[8][7]。同時に株式会社ホットパレットに商号変更[9]。

## 主なメニュー

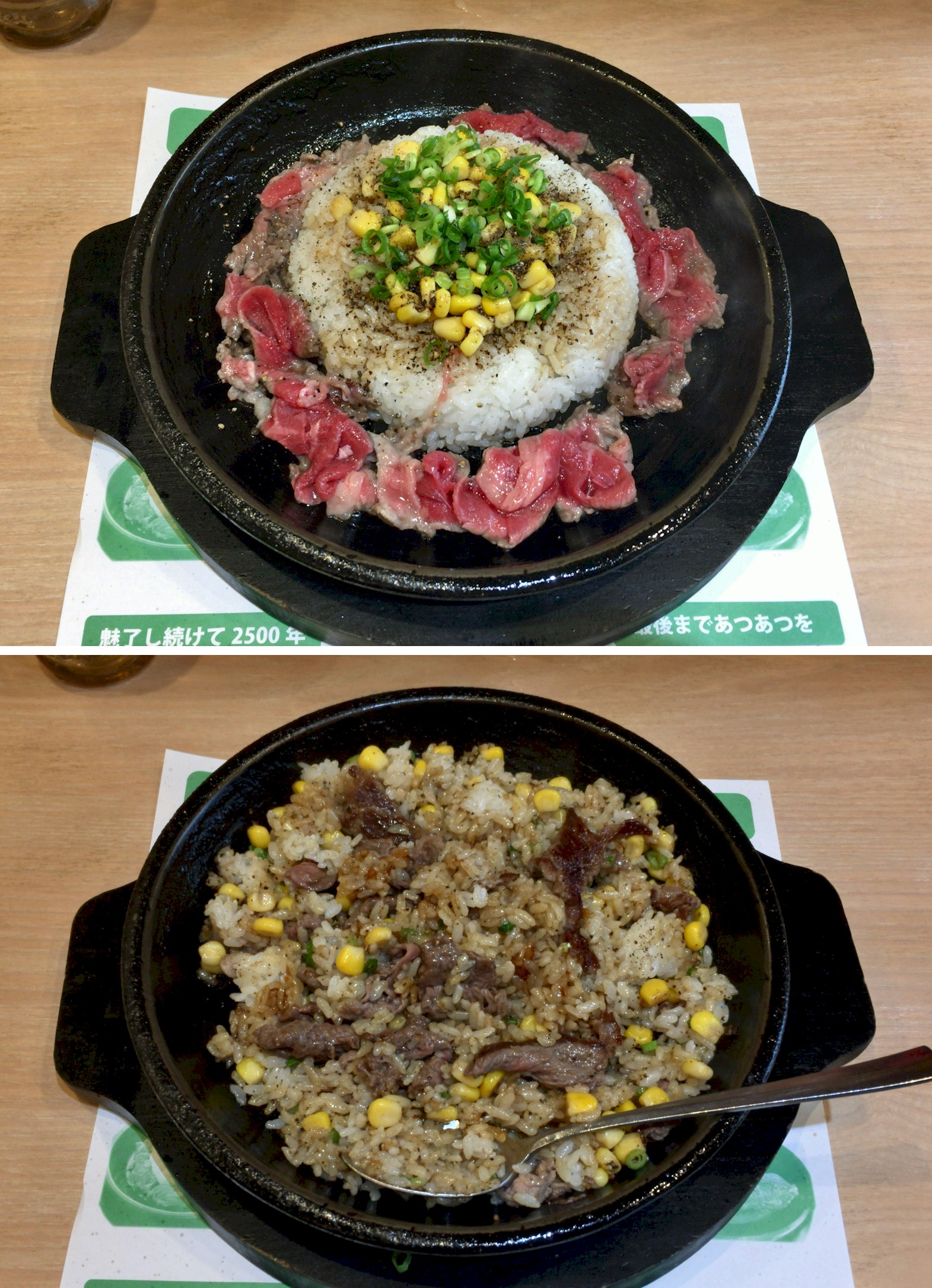
ビーフペッパーライス（下のようにかき混ぜて食べる）

- ビーフペッパーライス(ビーフペッパーライス/お肉大盛ビーフペッパーライス/お肉特盛ビーフペッパーライス) - ペッパーランチの代表メニュー[10]
- カットステーキ
- ワイルドジューシーステーキ
- オリジナルハンバーグ
- 肉塊ハンバーグ
- わくわく3兄弟(わくわくコンボ/ミドル/ダブル)[注釈 1]

- お子さまセット

## 展開エリア・店舗数
（展開エリア、店舗数等はペッパーランチHP参照 2020年12月現在）
※福島県、福井県、京都府、和歌山県、鳥取県、高知県、佐賀県、沖縄県には未出店。

### 国内 165店舗
- 北海道: 3店舗 - 札幌市2店舗、旭川市1店舗
- 東北: 10店舗 - 青森県2店舗、秋田県2店舗、岩手県1店舗、山形県1店舗、宮城県4店舗
- 北陸: 6店舗 - 新潟県2店舗、石川県2店舗、富山県2店舗
- 関東: 69店舗 - 群馬県5店舗、茨城県3店舗、栃木県4店舗、千葉県11店舗、埼玉県8店舗、東京都28店舗、神奈川県10店舗
- 中部: 18店舗 - 静岡県4店舗、愛知県7店舗、岐阜県3店舗、三重県2店舗、山梨県1店舗、長野県1店舗
- 関西: 13店舗 - 大阪府7店舗、奈良県2店舗、兵庫県4店舗
- 中国: 12店舗 - 岡山県2店舗、広島県5店舗、山口県3店舗、島根県2店舗
- 四国: 8店舗 - 愛媛県3店舗、香川県3店舗、徳島県2店舗
- 九州: 26店舗 - 福岡県12店舗、大分県3店舗、宮崎県2店舗、長崎県3店舗、鹿児島県3店舗、熊本県3店舗

### 海外 325店舗
- シンガポール: 39店舗
- インドネシア: 64店舗
- オーストラリア: 11店舗
- タイ: 49店舗
- 台湾: 6店舗
- 中国: 33店舗
- フィリピン: 59店舗
- 香港: 21店舗
- マカオ: 6店舗
- マレーシア: 6店舗
- ベトナム: 14店舗
- カンボジア: 5店舗
- カナダ: 3店舗
- ブルネイ: 2店舗
- アメリカ: 6店舗
- ミャンマー: 1店舗

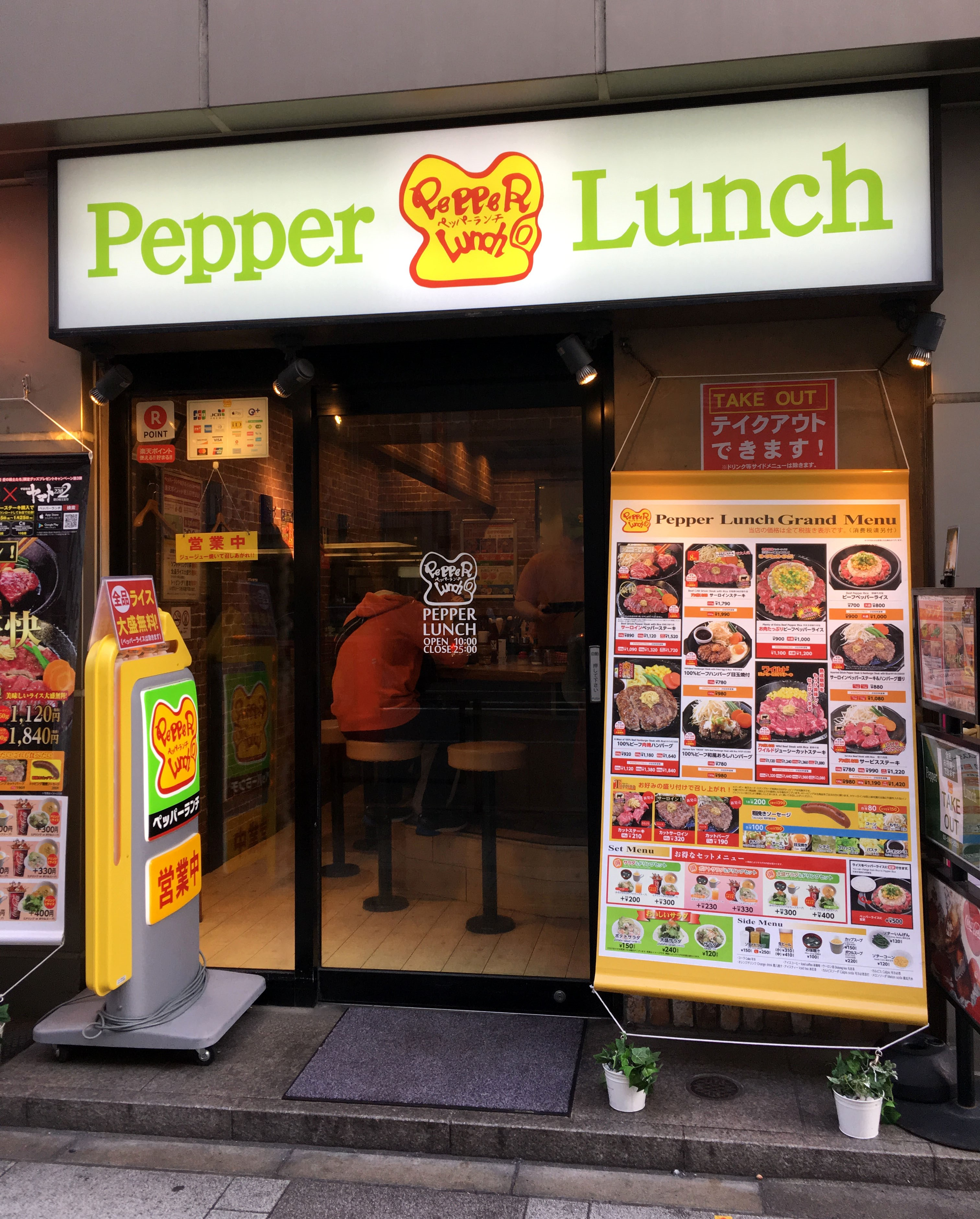
池袋東店
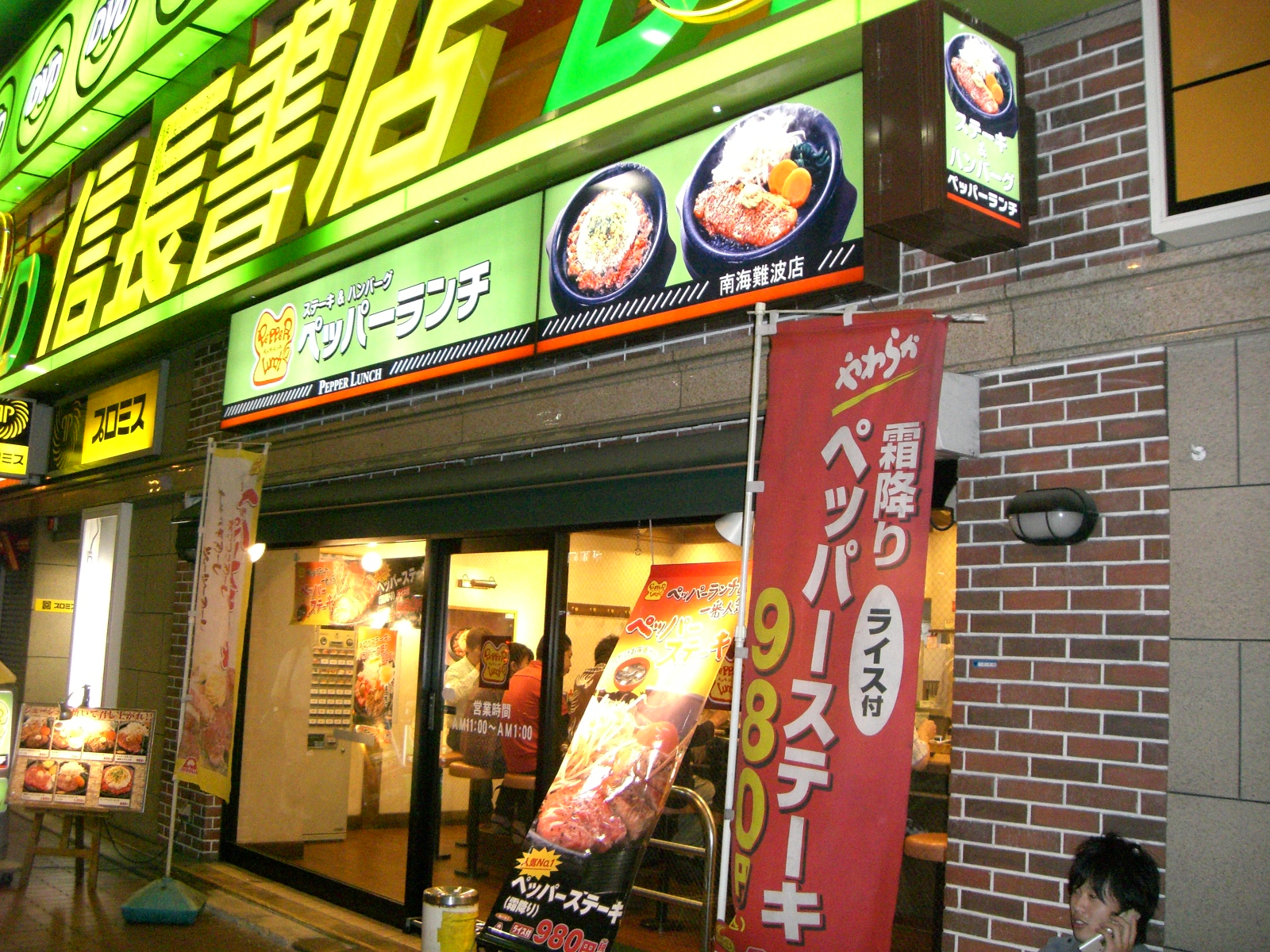
南海難波店
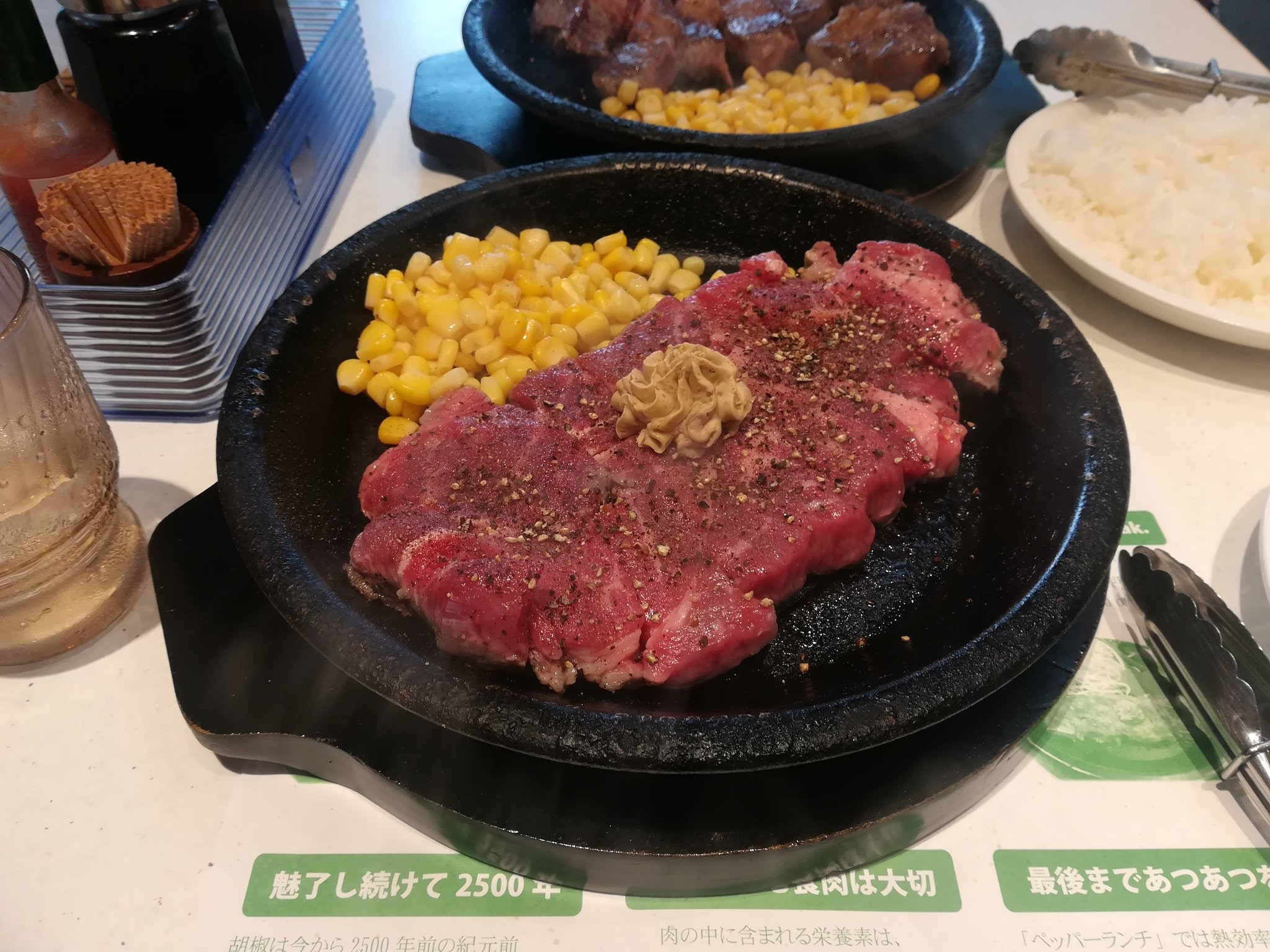
ワイルドステーキ300g
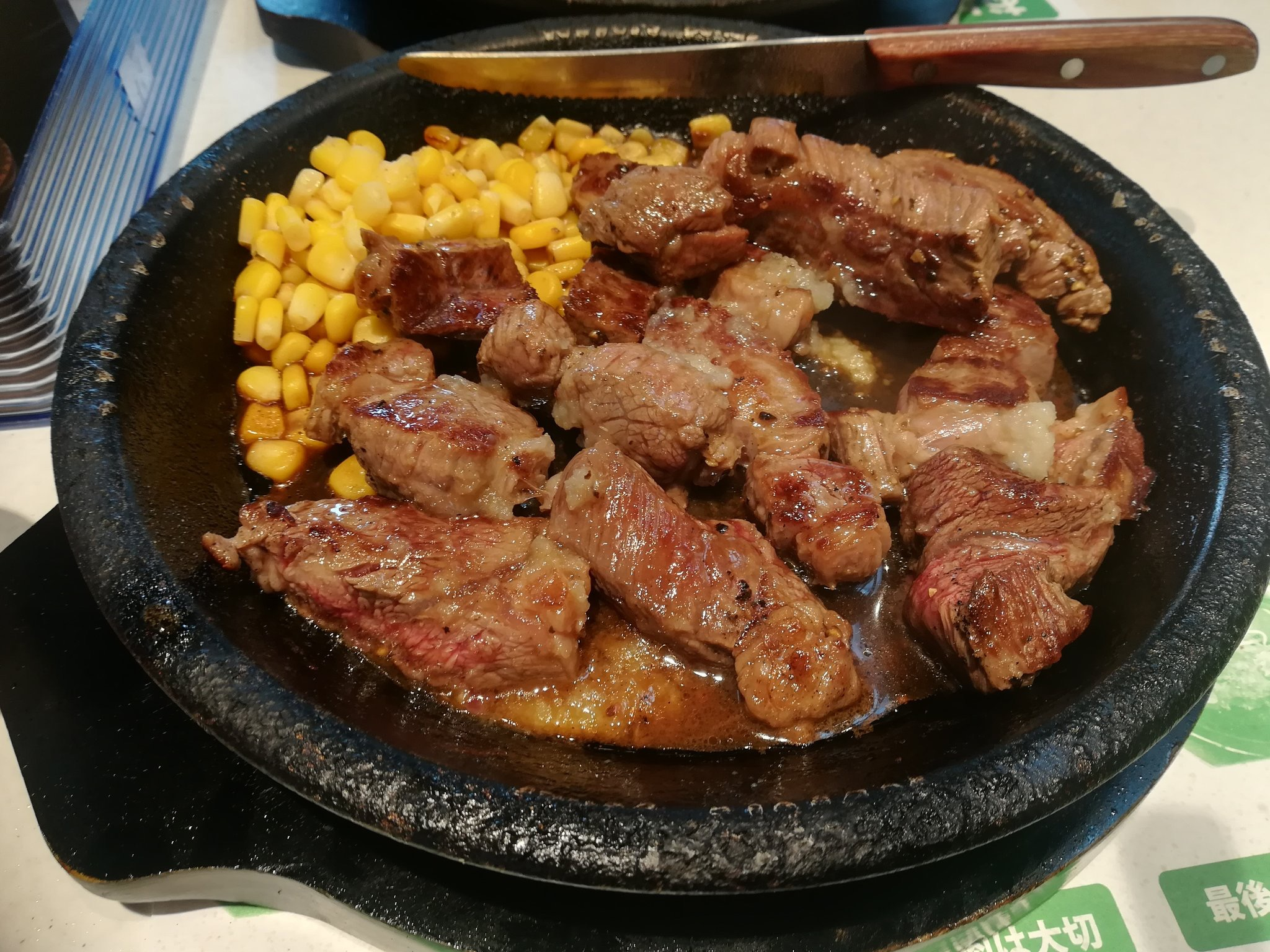
ワイルドステーキ300g 焼いた後

## 主な不祥事

### 強盗強姦事件
2007年5月16日、大阪府警は女性客を拉致監禁した上で強盗強姦を行ったとして、ペッパーランチ心斎橋店の店長と店員の2名を強盗強姦と逮捕監禁致傷容疑で逮捕した。調べによると二人は、同年5月9日午前1時頃閉店作業を装って店舗のシャッターを閉め、一人で食事をしていた女性客にスタンガンを突き付けて「逃げたら殺す」と脅し、大量の睡眠薬を飲ませた。そして女性の携帯電話機の履歴をチェックして入店直前に連絡を取った相手を確認し、位置情報が分からないように電話機を破壊した。その後泉佐野市内の貸しガレージに彼女を監禁して強姦し、約55,000円の現金を奪った。二人は翌日以降もこの女性を強姦する予定で、全裸で手足を縛ってガレージに内に監禁したが、女性は午前9時半頃ガレージから全裸のまま脱出して事件が発覚した。
一般報道されたのは発生から1週間後の5月16日であり、それまでに心斎橋店の設備が撤去されていた。社長自身は5月16日の記者会見で翌日に事件のことを知ったと発言した。ペッパーフードサービスのIRでは、会社が事件を知ったのは12日と記載されている。また、この事件について記者会見が行われた翌日の5月17日には、株価が2万円のストップ安となった。
この店長は元々ペッパーフードサービスの社員だったが、事件直前に独立し、問題の心斎橋店の運営を委託されていた。そのため事件発生の時点ではペッパーフードサービスとの雇用関係はなく、業務委託の関係だった。
2007年7月27日、大阪地方裁判所で本件の初公判が開かれ、同年9月26日、元店長に求刑の懲役10年を上回る懲役12年、元店員には求刑通り懲役10年の判決が下された。
この事件を受け、ペッパーランチ及びペッパーフードサービスのホームページが謝罪文に切り替わり、ニッポン放送でのラジオCMは自粛され、公共広告機構（現・ACジャパン）のCMに差し替えられた。また、ファミリーマートと提携し同5月末に販売を予定していた「ペッパーランチ弁当」は企画自体が白紙となった。事件後、ペッパーフードサービスは心斎橋店との営業委託契約を解消し、同店は閉店。また、役員報酬の20%カットの内部処分がIR情報で掲示された。日経レストランが5月31日から6月1日にかけ行ったインターネット調査では、事件の認知度は76.7%だった。また、この事件以降行動変化があったのは20.4%、その内訳で「夜、1人で飲食店に行くことを避けるようになった」と答えたのは55.3%だった。
なお、この事件に関して2009年6月に運営会社であるペッパーフードサービス側が「事件の影響で業務に著しい打撃を受けた」として、服役中の元店長と元店員の2名に対し、約2760万円の損害賠償訴訟を起こしている。

### 食中毒発生事件（2009年）
2009年8月23日から同年8月24日にかけて、山口県防府市の山陽自動車道・佐波川サービスエリアにある「佐波川SA上り線店」で食事をした4名が腹痛や下痢の症状を訴え、うち2名が入院した。検査の結果、腸管出血性大腸菌による食中毒と判明、同店舗は食品衛生法に基づき、山口県より3日間の営業停止を命じられた。
問題となった角切りステーキには、霜降り加工牛や牛肉や脂身を結着させた成型肉を使用していた。岐阜県大垣市の食肉加工会社「大垣食肉供給センター協同組合」が8月3日に製造加工した「角切りステーキ」の肉の一部が、不良品（O157に感染の疑い）であったことが原因と見られる。この肉はオーストラリアから輸入し、同日にミンチ、成形加工。神奈川県厚木市や兵庫県神戸市の流通センターを経て、8月12日から26日に、九州を除く100の店舗に出荷された。この事件を受け、会社は9月4日、全店舗にて安全が確認されるまで、同メニューの販売を中止。9月7日から衛生管理の確認のため、全店舗を臨時休業すると発表した。
9月11日、厚生労働省は「ペッパーランチ」でのO-157による食中毒患者数は、11都府県の23人、疑わしい事例も含めると全国で33人になると発表した。9月13日に岐阜県生活衛生課で行われた調査で大垣食肉供給センター協同組合が同社用に加工、出荷した「角切りステーキ」保存サンプルから検出された菌が、10都府県の患者14人の菌とDNAパターンが一致、これにより出荷の時点で菌に汚染されていたことを確認したこれにより食品衛生法に基づき、同組合に対し9月30日までに、対象製品の回収を命じる行政処分を出した。
2010年、ペッパーランチは汚染肉を納入した大垣食肉供給センター協同組合、販売した日本ミート販売などに、約12億円の損害賠償を求めて東京地裁に提訴した。